# Quittengo
Quittengo là một đô thị ở tỉnh Biella vùng Piedmont của nước Ý, có vị trí cách khoảng 70 km về phía đông bắc của of Torino và khoảng 4 km về phía tây bắc của of Biella. Tại thời điểm ngày 31 tháng 12 năm 2004, đô thị này có dân số 221 người và diện tích là 8,0 km².
Quittengo giáp các đô thị: Campiglia Cervo, Mosso, Sagliano Micca, San Paolo Cervo, Veglio.